# Titan II GLV
Pour les articles homonymes, voir Titan.
Titan II GLV, contraction de Titan II Gemini Launch Vehicle, aussi baptisé Gemini-Titan, est un lanceur spatial américain de la famille de fusée Titan, pour la réalisation des vols spatiaux du programme Gemini. Le lanceur, surmonté d’une capsule Gemini, vient directement du missile balistique intercontinental LGM-25C Titan II. Au total, 12 lancements du lanceur ont eu lieu sur le pas de tir LC-19.
À la suite du programme Mercury, avec ses lanceurs Mercury-Redstone et Mercury-Atlas, la NASA se montre intéressée à l’adaptation du missile Titan II en un lanceur, le Titan II GLV, pour son programme Gemini, qui consiste à maîtriser les techniques qui seront utilisées lors du programme Apollo, ayant comme objectif d’aller sur la Lune.

## Historique

### Naissance des Titan
En 1955, l’US Army, à cause du risque de l’échec de développement des missiles Atlas, décide le développement du missile Titan, qu’il confie à Glenn L. Martin Company, devenue plus tard Lockheed Martin. Celui-ci se basera sur une architecture plus basique, avec seulement deux étages à ergols liquides. Le premier de la famille de missile, le SM-68 Titan I, a été lancé la première fois en 6 février 1959 et déclaré opérationnel et déployé sur le territoire américain comme missile stratégique de 1962 à 1965 avant d’être remplacé par son successeur, le LGM-25C Titan II, qui est déjà en développement avant même le premier vol de Titan I.

### L’arrivée du Titan II
Même avant le premier vol de Titan I, un nouveau missile est à l’étude : le LGM-25C Titan II. Le choix du remplacement de Titan I par le son successeur est crucial, à cause de l’utilisation de l’oxygène liquide sur le Titan I, demandant un temps de préparation trop long pour des opérations militaires. Contrairement au premier Titan, Titan II utilise des ergols stockables, ce qui le rend plus souple d’utilisation. Le 16 mars 1962, son premier vol est un succès. Son déploiement se fera l’année suivante en remplaçant son prédécesseur.

### Ambition d’un nouveau lanceur pour la NASA
À la suite du programme Mercury, la NASA envisage le programme Apollo, consistant à emmener sur la Lune les premiers hommes, mais, manquant de maîtrise sur les techniques qui seront utilisées lors du programme, l’agence opte pour un nouveau programme, qui est Gemini. Celui doit :
- Être capable de procéder à un rendez-vous en orbite avec un vaisseau et s’y amarrer ;
- Étudier les conséquences médicales et psychologiques d'un vol de deux semaines ;
- Évaluer les difficultés du travail en extérieur lors des sorties extravéhiculaires.

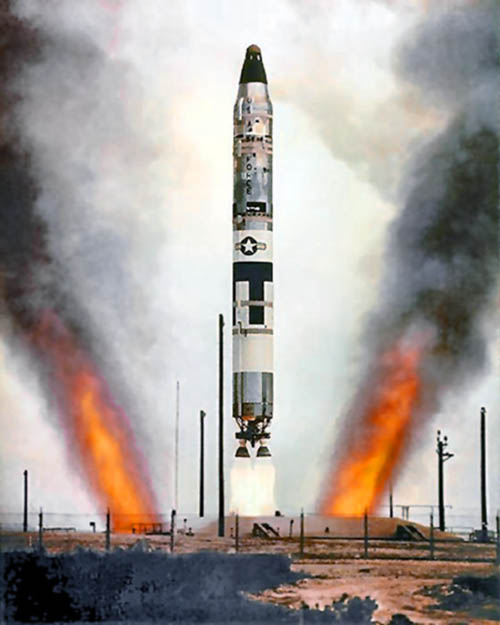
Décollage d’un missile Titan II depuis son silo

La NASA doit se tourner vers à un engin spatial d’une plus grande capacité d’embarquement, car la capsule Gemini, plus lourde et volumineuse que la capsule Mercury, doit être donc envoyée par un lanceur plus puissant. L’agence se dirige alors vers les missiles Titan II, pour l’envoi dans l’espace les capsules Gemini. Un mois plus tard, un contrat est signé et le travail peut commencer dans l'usine de Baltimore. Douze missiles Titan II sont reconvertis avec comme charge utile non une charge explosive mais des capsules Gemini. Le premier lanceur Titan II GLV est mis en chantier en septembre 1962 pour la fabrication des réservoirs, le lanceur étant livré en Floride le 26 octobre 1963. La fusée est mise en place le 29 octobre 1963, sur le pas de tir LC-19, qui fut adapté pour les Titan II GLV. Le 5 mars 1964, la capsule Gemini 1 est mise en place au sommet du lanceur, et le lancement a lieu le 8 avril suivant. Le second lanceur doit être démantelé deux fois en août 1964 et septembre 1964 à la suite du passage de deux ouragans sur la Floride avant d' être lancé en janvier 1965. Au total, douze Titan II GLV furent lancés depuis le pas de tir LC-19 jusqu'en novembre 1966 avant la désaffectation du pas de tir le 10 avril 1967. Comme le LC-34, le LC-19 a été déclaré monument historique,.

## Caractéristiques techniques
Dérivé du LGM-25C Titan II, Titan II GLV est haute de 32,94 mètres avec un diamètre de 3,05 mètres, une masse au décollage d'environ 151,00 tonnes, dont 137,88 tonnes d’ergols et une capacité de mise en orbite en orbite terrestre basse (Low Earth Orbit) de 3,8 tonnes. Il pouvait produire une poussée de 1 912,80 kN au décollage.

### Les étages du lanceur
Le Titan II GLV est composé de deux étages et d’une capsule Gemini au sommet du lanceur. Les deux étages utilisent comme carburant de l’Aerozine 50, et comme oxydant du peroxyde d’azote.
| Caractéristique                 | 1er étage                       | 2e étage                        |
| ------------------------------- | ------------------------------- | ------------------------------- |
| Dimension (longueur × diamètre) | 21,39 x 3,05 mètres             | 5,76 x 3,05 mètres              |
| Poussée maximale (dans le vide) | 1912,8 kN                       | 453,7 kN                        |
| Durée de fonctionnement         | 141 s                           | 183 s                           |
| Moteurs                         | 2 x LR-87-7                     | 1 x LR-91-7                     |
| Ergols                          | Aérozine 50 et peroxyde d’azote | Aérozine 50 et peroxyde d’azote |

#### Premier étage

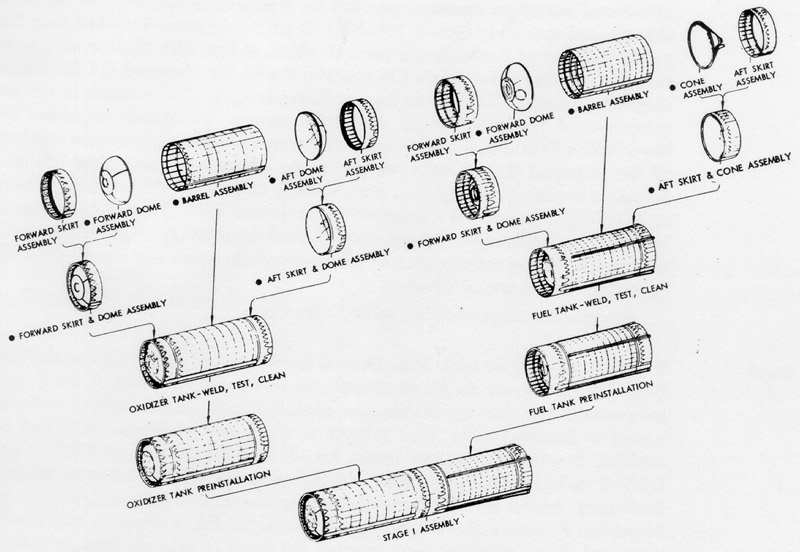
Procédure de réalisation du premier étage

Le premier étage, d’une longueur de 21,39 mètres et d'un diamètre de 3,05 mètres, est équipé de deux moteurs-fusées LR-87 avec lesquels il produit une poussée de 1912,8 kN pendant 121 secondes. De bas en haut de l’étage, s’y trouve le bâti de propulsion sur lequel sont fixés les LR-87, le réservoir de carburant, la jupe intermédiaire, le réservoir d'oxydant et la jupe avant. Parmi ces éléments, les jupes avant, intermédiaire et le bâti donnent la rigidité du Titan. Les réservoirs de carburant et d’oxydant ont une capacité respective de 33 850 kg et 65 000 kg. Chaque réservoir est constitué d'un dôme avant et arrière constitué de quatre pétales et d'un panneau longeron. Deux prises d’air disposées à 180° se situent sur le réservoir de carburant. Des cloisons à l'intérieur évitent les phénomènes de vortex lors de l'ascension qui désamorce les pompes. Le support du second étage est soutenu par la jupe avant par l'intermédiaire de la jupe dite "inter-étage". 20 portes de feu y sont percées, permettant l'évacuation des gaz de combustion du moteur-fusée LE-91 du second étage. Sur la jupe dite "inter-étage", 16 autres portes rectangulaires complètent le dispositif, disposées par paquet de 4 autour de la structure. La jupe inter-étage fait partie du premier étage durant le vol mais pendant les opérations de mise en place sur le pas de tir, elle est attachée au second étage et boulonné sur le premier.

#### Second étage

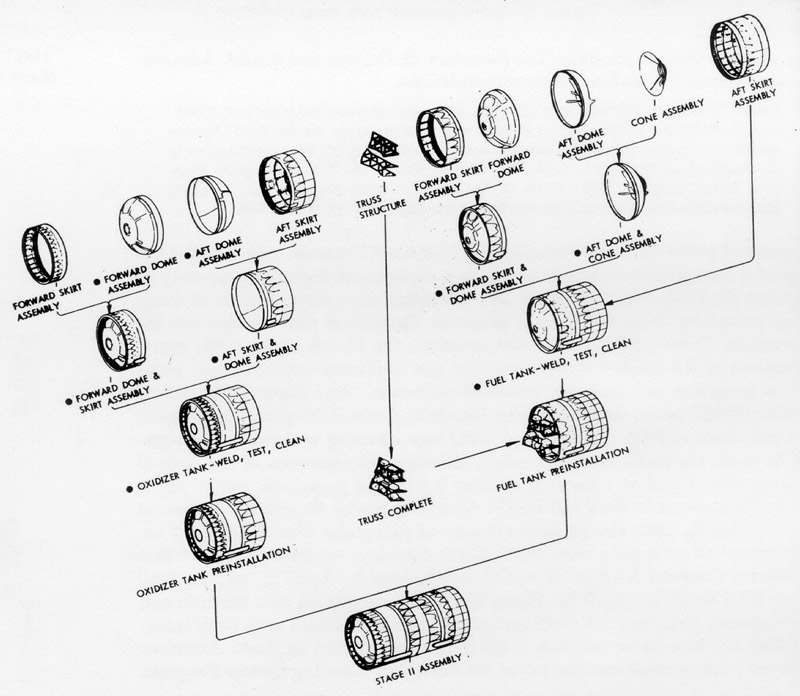
Procédure de réalisation du second étage

Le second étage, d’une longueur de 5,76 mètres et d'un diamètre de 3,05 mètres, est équipé d’un moteur-fusée LR-91-7, générant une poussée de 453,7 kN en brûlant également de l’Aérozine 50 et du peroxyde d’azote, pendant 183 secondes. Sa structure est similaire à celle du premier étage. De bas en haut, il est composé d'une jupe arrière, d'un réservoir de carburant, d'une jupe intermédiaire, d'un réservoir d'oxydant et d'une jupe avant. Les réservoirs semi-sphériques de carburant et d’oxydant, ont une capacité respective de 8 300 kg de carburant et 15 000 kg d'oxydant.

## Chronologie de lancements
| Succès | Succès | Succès | Vol n°      | Version | Date de lancement (UTC) | Base de lancement        | Opérateur | Orbite    |
| ------ | ------ | ------ | ----------- | ------- | ----------------------- | ------------------------ | --------- | --------- |
|        | ✓      |        | Gemini I    | GLV     | 8 avril 1964            | Complexe de lancement 19 | NASA      | OBT (LEO) |
|        | ✓      |        | Gemini II   | GLV     | 19 janvier              | Complexe de lancement 19 | NASA      | OBT (LEO) |
|        | ✓      |        | Gemini III  | GLV     | 23 mars 1965            | Complexe de lancement 19 | NASA      | OBT (LEO) |
|        | ✓      |        | Gemini IV   | GLV     | 3 juin 1965             | Complexe de lancement 19 | NASA      | OBT (LEO) |
|        | ✓      |        | Gemini V    | GLV     | 21 août 1965            | Complexe de lancement 19 | NASA      | OBT (LEO) |
|        | ✓      |        | Gemini VI   | GLV     | 15 décembre 1965        | Complexe de lancement 19 | NASA      | OBT (LEO) |
|        | ✓      |        | Gemini VII  | GLV     | 4 décembre 1965         | Complexe de lancement 19 | NASA      | OBT (LEO) |
|        | ✓      |        | Gemini VIII | GLV     | 16 mars 1966            | Complexe de lancement 19 | NASA      | OBT (LEO) |
|        | ✓      |        | Gemini IX   | GLV     | 3 juin 1966             | Complexe de lancement 19 | NASA      | OBT (LEO) |
|        | ✓      |        | Gemini X    | GLV     | 18 juillet 1966         | Complexe de lancement 19 | NASA      | OBT (LEO) |
|        | ✓      |        | Gemini XI   | GLV     | 12 septembre 1966       | Complexe de lancement 19 | NASA      | OBT (LEO) |
|        | ✓      |        | Gemini XII  | GLV     | 11 novembre 1966        | Complexe de lancement 19 | NASA      | OBT (LEO) |

## Galerie

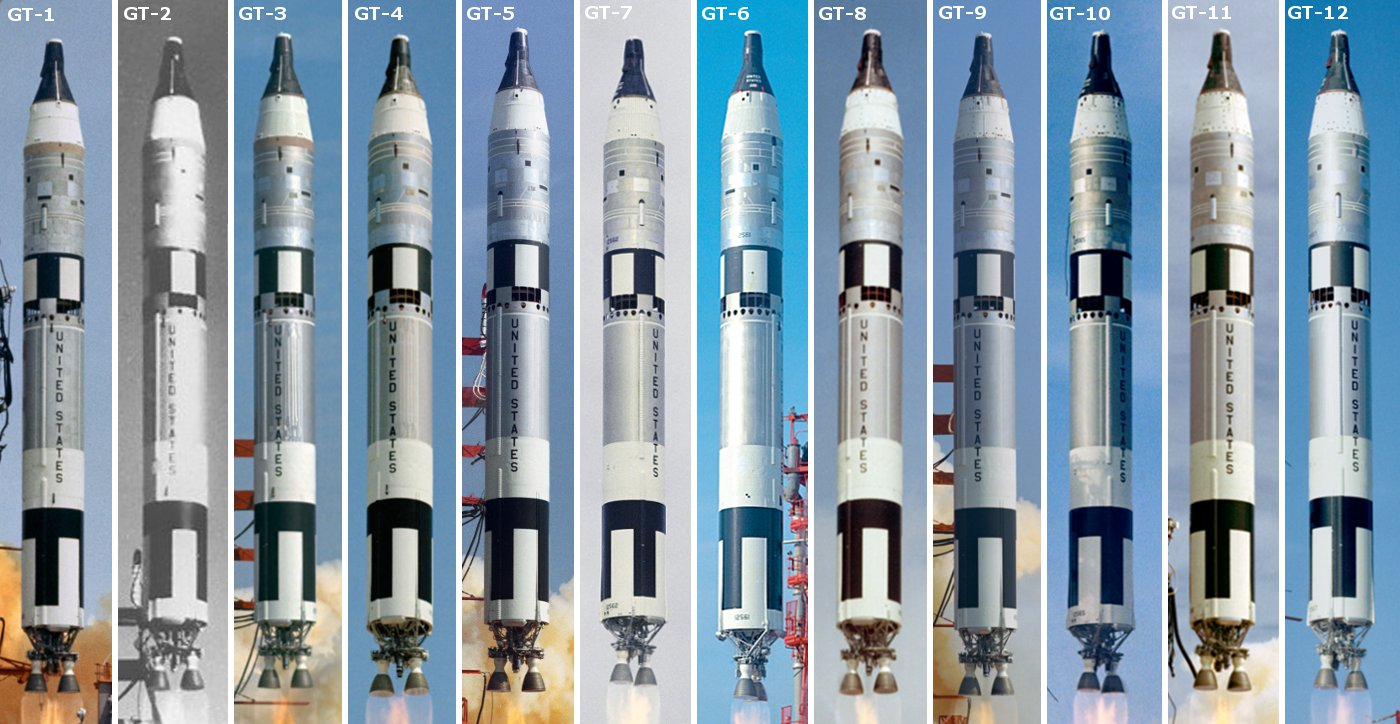
Juxtaposition des lancements de Titan II GLV

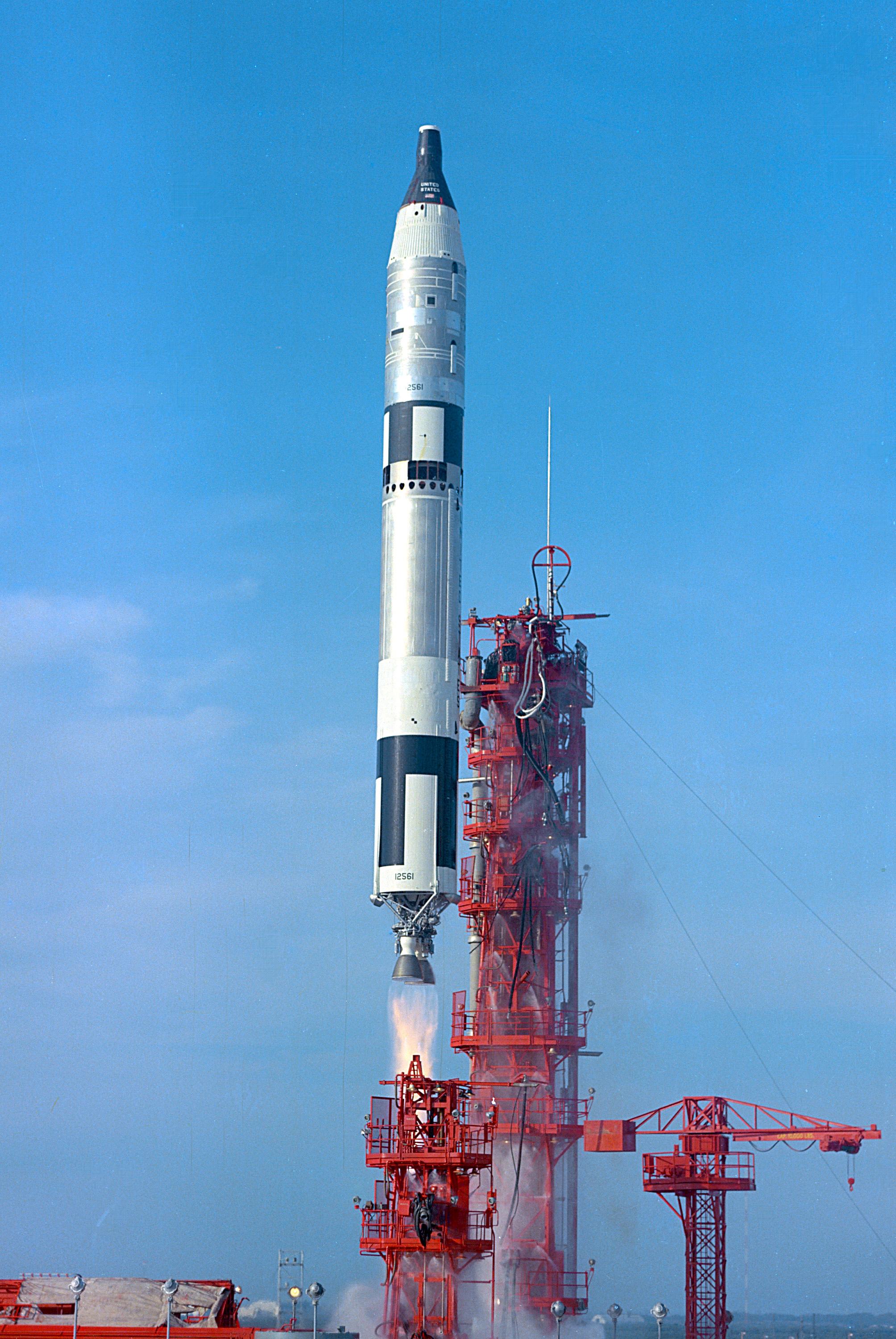
Décollage de Gemini 6A.
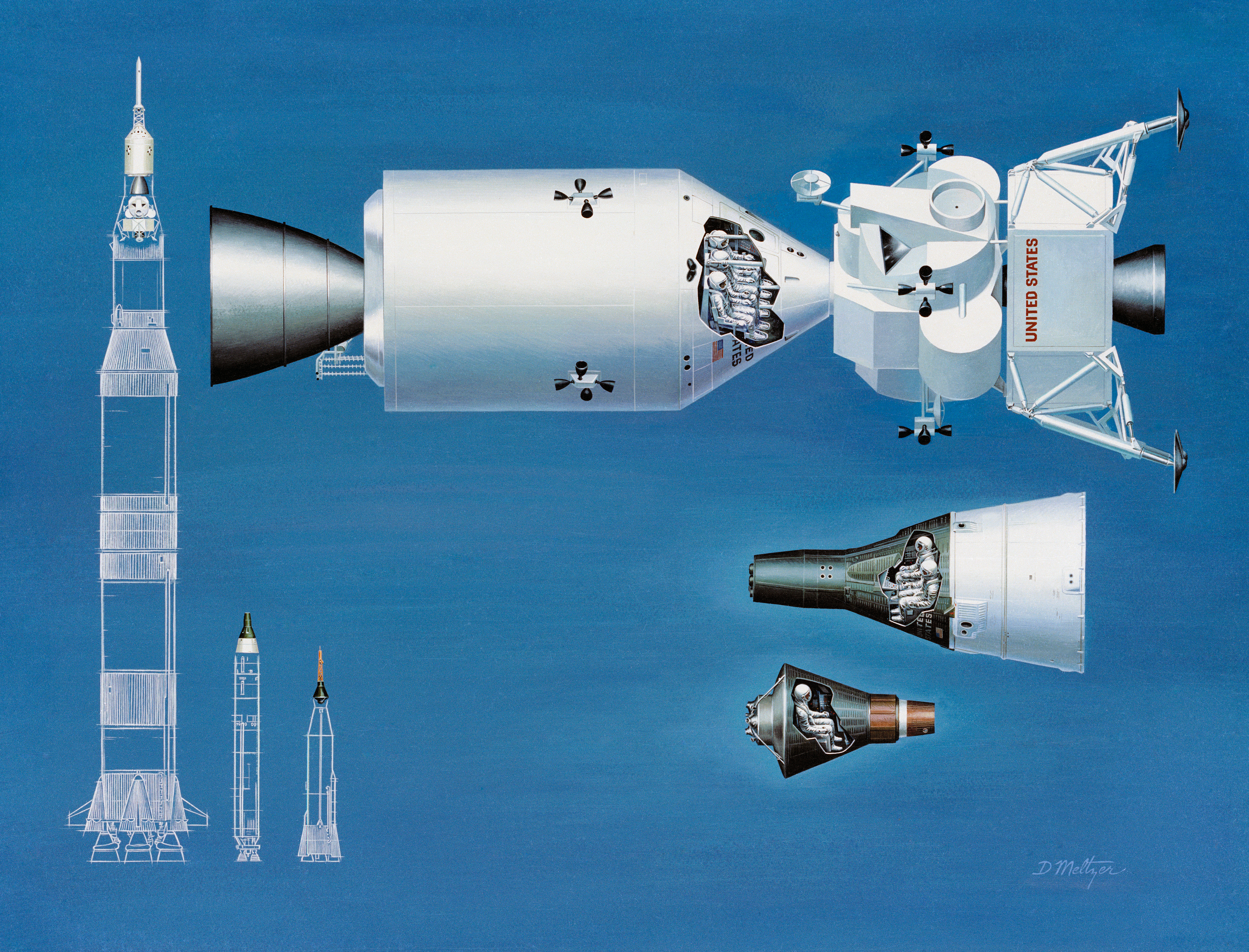
Comparaison (à droite) des capsules Mercury, Gemini et Apollo, avec la comparaison (à gauche) de leur lanceur : Saturn V, Titan II GLV et Mercury-Atlas.